# Pierrot Lunaire (película de 2014)
Pierrot Lunaire es una película musical canadiense y alemana, dirigida por Bruce LaBruce y basada en la obra Pierrot Lunaire de Arnold Schöenberg. Tuvo su estreno en el Festival de Cine de Berlín de 2014, y obtuvo el Premio del Jurado del Teddy Award en 2014.
Protagonizada por Susanne Sachsse, Paulina Bachmann y Luizo Vega, la película reinterpreta la obra al hacer a su protagoista, Pierrot, un hombre trans. LaBruce se inspiró en la decisión de Schöenberg de elegir a una mujer para interpretar al protagonista en la puesta en escena de 1912.

## Argumento
Pierrot, un joven trans, se enamora y seduce a otra mujer, quien no conoce la identidad de su enamorado. Cuando la mujer presenta al novio ante su padre, él revela el fraude y le prohíbe volverlo a ver. Furioso y desilusionado, Pierrot desarrolla un plan para probar su masculinidad ante el padre de su novia.

## Reparto
- Susanne Sachsse - Pierrot
- Paulina Bachmann - Columbine
- Boris Lisowski - Padre
- Luizo Vega - Bailarín
- Maria Ivanenko - Intérprete
- Mehdi Berkouki - Intérprete de club nocturno

## Producción
La película tuvo su origen como una producción teatral de Pierrot Lunaire que el conductor Premil Petrovic solicitó a LaBruce que realizara para el teatro Hebbel am Ufer de Berlín en 2011 con Sachsse como protagonista. LaBruce describe la historia como "un tipo de alegoría para todos los radicales y parias de género llevados a los extremos por causa de la desaprobación y hostilidad del orden dominante."

## Premios
La película ganó el premio del jurado del Teddy Award en 2014.